# Aleksander Hertz (reżyser)

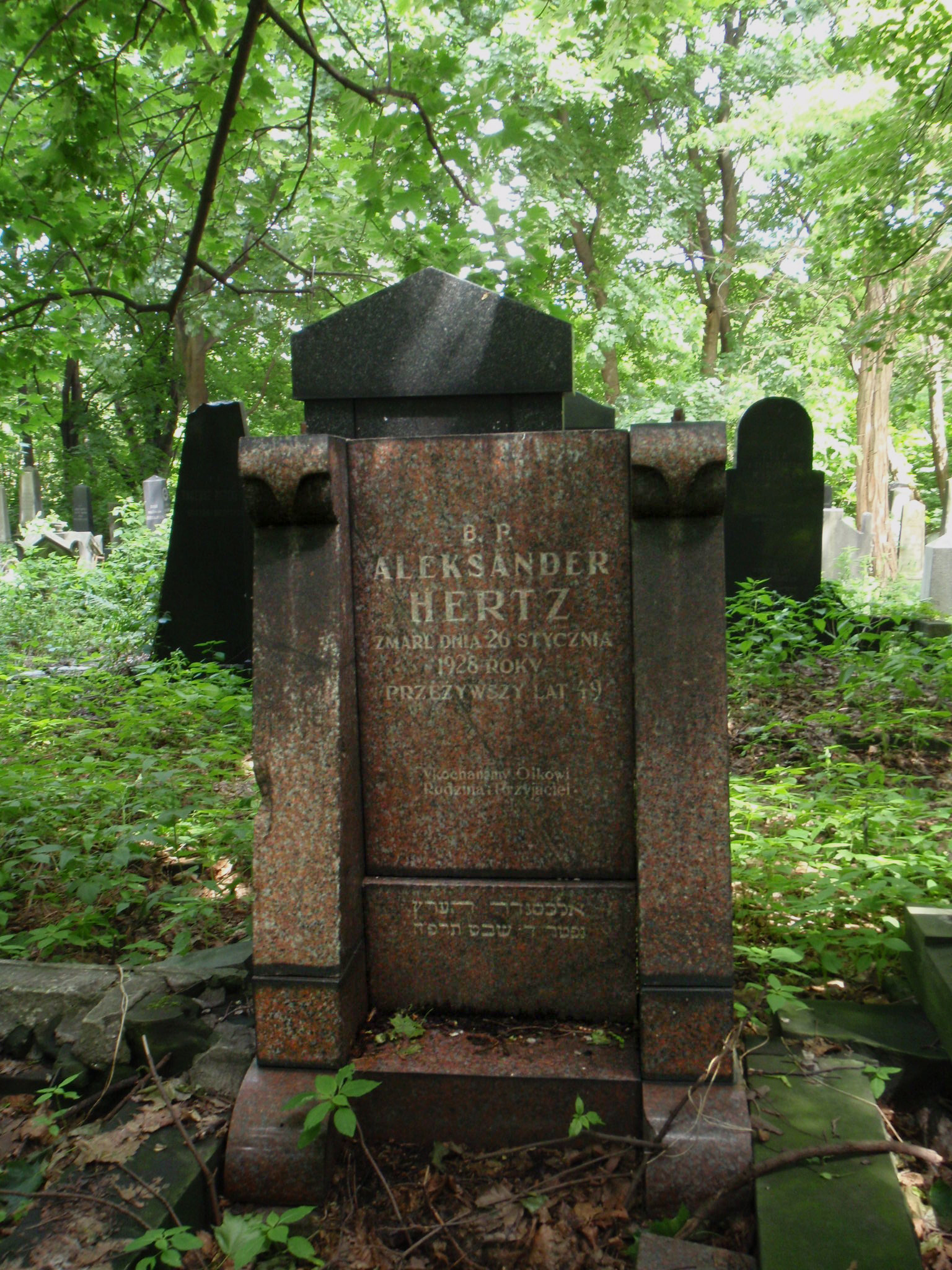
Grób Aleksandra Hertza na cmentarzu żydowskim w Warszawie

Aleksander Hertz (ur. 1879 w Warszawie, zm. 26 stycznia 1928 tamże) – polski reżyser i producent filmowy żydowskiego pochodzenia.

## Życiorys
Do 1908 r. był kierownikiem oddziału w Banku Dyskontowym. Za udzielanie schronienia działaczom PPS, w tym Józefowi Piłsudskiemu, został zesłany. Po powrocie nie został przyjęty do pracy w dawnym miejscu, więc zajął się kinematografią. Był założycielem pierwszej polskiej wytwórni filmowej Sfinks. Współpracował z rosyjskim producentem filmowym Aleksandrem Chanżonkowem.
Zmarł w wieku 49 lat i został pochowany na cmentarzu żydowskim przy ulicy Okopowej w Warszawie (kwatera 19, rząd 5).

## Filmografia
| - 1912: Spodnie jaśnie pana - 1915: Szpieg - 1917: Bestia - 1918: Książę Józef Poniatowski - 1918: Mężczyzna - 1918: Ludzie bez jutra - 1919: Dla szczęścia (nieukończony) - 1919: Krysta - 1927: Ziemia obiecana | - 1917: Bestia - 1912: Przesądy - 1911: Antek Klawisz, bohater Powiśla |